# كأس صربيا 2007–08
كأس صربيا 2007–08 (بالصربية: Куп Србије у фудбалу 2007/08.)‏ هو الموسم 2 من كأس صربيا. أشرف على تنظيمه اتحاد صربيا لكرة القدم، وكان عدد الأندية المشاركة فيه 16، وفاز فيه نادي بارتيزان.